# Borgarknappur
A Borgarknappur egy hegy Feröer Suðuroy nevű szigetén. A sziget 4. legmagasabb hegycsúcsa, de az egész szigetcsoport vonatkozásában csak a 132. A sziget közepén, Hovtól nyugatra és Fámjintól délkeletre emelkedik. Tőle közvetlenül nyugatra található az 570 m magas Borgin.

## Fordítás
- Ez a szócikk részben vagy egészben a Borgarknappur című angol Wikipédia-szócikk ezen változatának fordításán alapul.  Az eredeti cikk szerkesztőit annak laptörténete sorolja fel. Ez a jelzés csupán a megfogalmazás eredetét és a szerzői jogokat jelzi, nem szolgál a cikkben szereplő információk forrásmegjelöléseként.